# Squadra Suicida
La Squadra Suicida (Suicide Squad) è un'organizzazione segreta di personaggi dei fumetti, pubblicata da DC Comics. Con lo stesso nome ci si riferisce alla Suicide Squad che debuttò sul numero 25 di The Brave and the Bold (1959), e alla Task Force X, che apparve originariamente sul terzo numero della miniserie Legends (1986).

## Storia
La prima Squadra Suicida è un gruppo di soldati senza superpoteri che combatte minacce sovrannaturali. I membri del team sono il colonnello Rick Flag, la sua fidanzata Karin Grace, il dottor Evans e il fisico Jess Bright. A seguito di una disastrosa missione sull'Himalaya Evans e Bright finiranno in un crepaccio perdendo apparentemente la vita, mentre Grace e Flag decisero di chiudere la squadra e di separarsi.
Durante l'invasione della Terra da parte di Darkseid, l'agente governativa Amanda Waller chiede a Flag di guidare una nuova formazione del gruppo composta da pericolosi criminali che offriranno i loro servigi in cambio di sconti della pena e ricchi privilegi. Ogni componente della squadra indossa un braccialetto legato al polso carico di esplosivo che, in caso di disobbedienza, causa la perdita dell'arto. Questo primo gruppo è composto dall'artista marziale Bronze Tiger, il freddo cecchino Deadshot, la folle strega Incantatrice, lo sprezzante rapinatore Capitan Boomerang e il nerboruto Blockbuster: nonostante la morte di quest'ultimo e la cattura di Capitan Boomerang il gruppo riesce a completare i suoi obbiettivi, ottenendo l'approvazione del presidente.
Col programma Suicide Squad avviato, la prima missione della squadra è assaltare Jothunaim, base militare del paese di Quraq in cui vengono addestrati alcuni supercriminali appartenenti alla cellula terroristica nota come Jihad, guidata dal folle Rustam. Alla squadra, composta da Flag, Deadshot, Capitan Boomerang, Incantatrice, Bronze Tiger e dalle reclute Plastique e Mindboggler, si aggiungono anche Nightshade e Nemesis, due agenti di Waller infiltrati nella struttura e che diventeranno membri ricorrenti della squadra. Nonostante il tradimento di Plastique e la morte di Mindboggler, lasciata morire da Capitan Boomerang per i suoi scopi, la missione va a buon fine e questo provocherà una storica rivalità tra la squadra e la Jihad.
In una delle missioni successive la squadra, con il  Pinguino a dargli supporto,  finisce in Russia per salvare una dissidente, ma la missione si rivela un fallimento e Nemesis viene catturato dai nemici. Rimasto scosso dalla perdita dell'amico, Flag viene destituito dall'incarico, ma torna come leader del gruppo quando Karin Grace, sua ex fidanzata nonché compagna di squadra e infermiera del gruppo, si rivela una traditrice e muore insieme all'amante Manhunter. La squadra prosegue quindi con varie missioni e svariati membri più o meno fissi, scontrandosi con personaggi del calibro di Batman e la Doom Patrol: in quest'occasione il gruppo composto da Flag, Pensatore, Weasel, Psi e Mr 104, viene quasi completamente massacrato, dimostrando ancora una volta lo stato precario attraversato dai membri del gruppo. 
In seguito la squadra, a cui si sono aggiunti la supereroina Vixen, Capitan Cold e Shade, scopre che il senatore Cray voleva ricattare la Waller per assicurarsi una rielezione, minacciando di rendere pubblica l'esistenza della squadra e mettendo così a rischio il governo degli Stati Uniti. Provato psicologicamente dalle avventure con la squadra di supercriminali, Flag uccide Dexter Tolliver, complice del senatore, e cerca di assassinare Cray, venendo preceduto da Deadshot. Rick scopre inoltre che il suo vecchio commilitone Jess Bright, apparentemente morto insieme ad Evans, era stato trasformato nel mostro Koshchei e aveva dato soggiorno ai membri della Jihad. Rick usa così una bomba sperimentale nazista per attaccare da solo Jothunaim e affrontare Rustam, riuscendo ad annientare la sua nemesi ma morendo apparentemente nel processo.
Con la morte del colonnello la guida del team passa a Bronze Tiger, coadiuvato in seguito da Atomo e dall'ex membro della Jihad Ravan, e Waller decide di creare un gruppo "sacrificabile", più numeroso e composto da supercriminali di infimo livello come Javelin, Dottor Light, Poison Ivy e Punch e Jewelee. Tutto cambia quando Duchessa, uno dei membri storici del team, si rivela essere la Furia Lashina, reclutata da Waller dopo aver perso la memoria. Furente per la manipolazione subita, l'aliena porta la squadra su Apokolips, provocando la morte di molti membri del team e aiutanti di Waller ma venendo uccisa da Darkseid.
Dopo altre missioni pericolose che portano alla morte dei leader Ravan e Atomo, Amanda Waller viene arrestata e la squadra sciolta per un breve periodo, solo per riformarsi, tagliando tutti i ponti col governo e trasformandosi in un'agenzia indipendente. La Suicide Squad vive poi varie avventure, solo per sciogliersi ed essere riformata di nuovo dal vecchio eroe di guerra noto come Sergente Rock. Questa incarnazione tuttavia ha vita breve e la sola superstite delle missioni è la metaumana Killer Frost. Durante la saga La notte più profonda, tutti i membri della squadra morti vengono resuscitati e il gruppo deve allearsi con i Segreti Sei per combatterli.
In seguito Waller ha la possibilità da parte del governo di rifondare la Suicide Squad: come leader viene scelto Rick Flag, miracolosamente sopravvissuto all'esplosione di Jothunaim. In questa occasione viene introdotta una novità per controllare la squadra ed evitare eventuali diserzioni, ovvero una bomba posizionata nel cranio di ogni membro del team. Il gruppo, di cui fanno parte tra gli altri Deadshot, Capitan Boomerang II, Plastique, Blackguard, Cliff Carmichel, Drago Bianco (in realtà il vecchio nemico della squadra William Heller) e Il Generale, viene però tradito da quest'ultimo che porta ad una vera e propria rivolta interna sedata dal gruppo di Flag. Il colonnello apprende inoltre di non essere il vero Flag, ma un soldato condizionato mentalmente per rimpiazzare il defunto leader della squadra, scegliendo comunque di mantenere l'identità acquisita per il bene della squadra.
Nel reebot New 52 una giovane Waller fonda una nuova versione della squadra, in cui sono presenti nomi storici come Deadshot, Capitan Boomerang e Incantatrice. Ad essi si aggiungono nuovi membri come la vigilante Katana, il pirocineta El Diablo, il mostruoso Killer Croc e soprattutto la folle  fidanzata di Joker, Harley Quinn, che grazie al rapporto coi compagni di squadra riuscirà ad empanciparsi dal compagno diventando uno dei componenti più importanti del team. Questa formazione compirà insieme svariate missioni, alleandosi talvolta con supercriminali di alto calibro come Deathstroke, Anti-Flash e il Generale Zod.
Dopo molto tempo e con i soli Deadshot e Harley rimasti nel gruppo, Waller viene destituita dal suo incarico e sostituita dall'agente governativo Lok. Con l'aiuto di alcuni componenti sacrificabili, la squadra cattura un gruppo di giovani rivoluzionari dotati di superpoteri e li costringe a lavorare con loro. Vecchi e nuovi membri decidono tuttavia di ribellarsi quando si rendono conto di essere usati per operazioni malvagie, e pertanto uccidono Lok e si liberano dalle bombe nei loro crani. Lok si rivela tuttavia un agente del miliardario Ted Kord, in realtà il boss del crimine Maschera Nera sotto mentite spoglie, che ha usato la squadra per prendere il controllo di un paese alleato dei rivoluzionari e rubarne le preziose risorse. Nello scontro che ne segue il gruppo riesce a liberare il vero Kord e a sconfiggere il criminale grazie al supporto della Justice League, ma Deadshot viene ucciso da Maschera Nera prima dello scontro e Harley decide di ritirarsi definitivamente  per prendersi cura di Zoe Lawton, figlia dell'amico.
Tornata in carica al progetto Suicide Squad, Waller forma una nuova squadra guidata dal vigilante pacifista Peacemaker, con l'obbiettivo di reclutare supercriminali dal multiverso.

## Membri
Il gruppo è composto da diversi criminali dell'universo DC, ai quali il governo chiede di compiere delle missioni estremamente rischiose, in cambio della libertà o della loro vita. 
A differenza di molti gruppi fumettistici la Suicide Squad non ha una formazione fissa, particolarità dovuta all'alta mortalità delle missioni che finisce per decimare i membri del gruppo e dalla vastità dell'organizzazione, che permette di selezionare elementi specifici per ogni missione. Esistono tuttavia  alcuni "membri storici" che partecipano alle missioni più frequentemente.
I membri principali del gruppo nei fumetti sono:
- Amanda Waller: agente del governo e coordinatrice delle missioni nella maggior parte delle storie del gruppo.
- Rick Flag Jr, figlio del colonnello Rick Flag e capo della squadra. Viene apparentemente ucciso da un'esplosione nel laboratorio  Jothunaim in Qurac, ma torna dopo tanti anni scoprendo di essere un soldato manipolato per convincersi di essere il vero Flag.
- Deadshot: cinico sicario che si fregia del titolo di cecchino migliore del mondo. Viene ucciso con un colpo alla testa da Maschera Nera durante la sua ultima missione.
- Capitan Boomerang: strafottente criminale australiano maestro nell'uso dell'arma omonima. Alla sua morte viene sostituito dal figlio Owen Mercer.
- Harley Quinn: folle e affascinante criminale ex psichiatra nonché fidanzata del Joker, riuscita ad emanciparsi da lui anche grazie al supporto dei compagni.
- Bronze Tiger: guerriero d'onore, ex spia e maestro di arti marziali. Inizialmente braccio destro di Flag, diventa il leader del gruppo dopo la defezione del colonnello.
- Nightshade: signora delle ombre con un oscuro passato. Sviluppa una relazione con Flag ed è uno dei pochi membri della squadra a non essere un criminale.
- Nemesis: agente segreto di fama internazionale esperto nel travestimento, nonché uno dei pochi membri non criminali della squadra. Viene catturato durante una missione in Russia.
- Incantatrice: una strega che possiede la giovane scultrice June Moon, alternandosi con lei per il controllo del suo corpo.
- Adam Cray: figlio del senatore Cray in possesso dei poteri di Atomo. Viene trafitto alla schiena durante una missione.
- Killer Frost: assassina con poteri criogenici.
- Re Squalo: un ibrido uomo squalo dotato di grande forza bruta.
- Katana: vigilante giapponese dotata di un'arma in grado di rubare l'anima ai suoi nemici.
- Killer Croc: mostruoso uomo coccodrillo con problemi di rabbia e di cannibalismo.
- El Diablo: un pirocineta proveniente dalle gang messicane.
- Conte Vertigo: despota europeo decaduto, in grado di alterare il senso dell'equilibrio negli esseri umani.
- Ravan: assassino nonché ex nemico giurato del team. Viene avvelenato mortalmente dal terrorista Kobra.
- Vixen: ex supereroina che decide di unirsi alla squadra dopo aver assassinato a sangue freddo un narcotrafficante.
- Shade: un bizzarro alieno che si unisce alla squadra dopo una missione. Viene rispedito nel suo pianeta natale dopo gli scontri su Apokolips.
- Punch e Jewelee: coppia di supercriminali a tema circense. Punch rimane ucciso nel corso di una missione per proteggere la moglie.
- Javelin: supercriminale dotato di una grande mira col giavellotto. Apparentemente ucciso dalla maga Circe con una delle sue stesse armi in una delle ultime missioni a cui avrebbe dovuto prendere parte, torna con altri criminali per vendicarsi di Waller rimanendo ucciso per salvare l'amica Jewelee.
- Dottor Light: un depresso supercriminale con allucinazioni di persone morte. Nel tentativo di salvare i suoi compagni viene ucciso dai parademoni nel corso della battaglia di Apokolips.
- Il Generale: ex militare trasformato in un mostro nerboruto. Guida una rivolta contro la squadra, ma viene sconfitto da Flag che gli fa esplodere la testa.
- Drago Bianco: vero nome William Heller, supercriminale razzista finito in disgrazia per colpa della squadra. Partecipa alla rivolta del Generale venendo ucciso da Plastique.
- Blackguard: un onorevole mercenario dotato di tecnologia sofisticata. Viene decapitato dal Generale durante la sua ribellione.
- Pensatore: geniale supercriminale dotato di poteri telepatici. Il primo Pensatore, Clifford DuVoe, venne ucciso dal compagno di squadra Weasel durante un tentativo di diserzione, mentre il suo successore Cliff Charmichel si unì alla squadra provando tuttavia a disertare, venendo ucciso dagli uomini di Waller.
- Capitan Cold: supercriminale esperto nella refrigerazione.
- Bane: criminale che arrivò a spezzare la schiena a Batman.
- Poison Ivy: eco-terrorista che odia gli uomini e comanda le piante.
- Pinguino: un boss del crimine che ricopre l'insolito ruolo di stratega e consigliere del gruppo.
- Duchessa: donna muscolosa e pronta all'azione, è in realtà la dea di Apokolips Lashina, reclutata da Waller a seguito della perdita della memoria. Una volta rinsavita tradirà la squadra portandola sul suo pianeta natale, venendo però disintegrata da Darkseid.
- Plastique: terrorista con la capacità di fare esplodere tutto quello che tocca.
- Peacemaker: un vigilante pacifista disposto ad uccidere chiunque intralci la causa della pace.
- Slipknot: un ladro esperto di arrampicata. Perde un braccio dopo essere stato manipolato da Capitan Boomerang per testare gli esplosivi di Waller.

## Altre versioni
- Nei fumetti prequel del videogioco Injustice 2 Waller organizza una squadra guidata da Deadshot con l'obbiettivo di catturare Harley Quinn, ma viene uccisa insieme a Rick Flag da Jason Todd, che elimina i membri del team più deboli  e usa la squadra per i propri scopi, venendo in seguito rimpiazzato a sua volta da Gorilla Grodd.
- Nel fumetto fuori continuity Suicide Squad: Caccia a Joker Waller organizza una squadra per assassinare il malefico Joker, creando un gruppo in cui vengono inseriti tra gli altri Harley Quinn e Jason Todd, che più di tutti hanno sofferto per colpa del clown. Nel corso della missione tuttavia Joker manda in coma Waller e prende il controllo della squadra costringendoli a lavorare per lui: per contrastarlo, il governo manda una nuova squadra per sterminare la precedente, inserendovi Rick Flag, Deadshot, Deathstroke, Peacemaker, Bloodsport e Firefly.
- Nella storia fuori continuity Suicide Squad: Blaze una squadra composta da Harley Quinn, Capitan Boomerang, Peacemaker e Re Squalo viene incaricata da Waller di addestrare e sorvegliare un gruppo di detenuti sperimentati con il misterioso parassita Blaze, sovvertendo il classico ruolo di "pedine" dei componenti del team.
- Nell'Elseword medievale The Dark Knight of Steel il generale Waller viene incaricato dalla regina Lara del regno di El di assassinare la regina rivale Ippolita, usando una squadra composta tra gli altri dal cavaliere rinnegato Bane, dalla strega Ivy e dalla giullare di corte Harley Quinn.

## Altri media

### Televisione

#### Animazione
- La squadra appare nell'episodio Task Force X della serie animata Justice League Unlimited, composta da Deadshot, Capitan Boomerang, il Re degli Orologi, Plastique e il colonnello Rick Flagg Jr.. Nell'episodio, la Task si infiltra nella Watchtower a prendere l'Annichilatore di Ares e portarlo a Cadmus.
- Nella terza stagione della serie animata Harley Quinn viene mostrata un'altra formazione della squadra composta da Deadshot, Capitan Boomerang, Killer Croc, Katana e l'Incantatrice. Della squadra fa anche parte la supercriminale Plastique, che attacca Poison Ivy e Harley Quinn per salvare Amanda Waller, rapita in precedenza da Harley.
- I componenti della Squadra Suicida sono i protagonisti dell'anime Suicide Squad Isekai. In questa versione il gruppo è composto da Deadshot, Harley Quinn, Bronze Tiger, Katana, Peacemaker, il Re Squalo, Capitan Boomerang, Cheetah, Nightshade, l'Incantatrice e Killer Frost, sempre incaricato da Amanda Waller.

#### Live-Action
- La Squadra Suicida appare per la prima volta nell'undicesimo episodio (Giustizia assoluta (seconda parte)) della nona stagione di Smallville, contemporaneamente alla prima apparizione nella serie della Justice Society of America.
- La Squadra Suicida appare nell'omonimo episodio della seconda stagione di Arrow, dove il team è formato da Amanda Waller, Ben Turner/Bronze Tiger, John Diggle, Mark Scheffer/Shrapnel, Floyd Lawton/Deadshot e Lyla Michaels e ancora in Missione suicida della terza stagione, composto ancora da Diggle, Lawton e Michaels, con l'ingresso di Carrie Cutter/Cupid.

### Film

#### Animazione
- La Squadra Suicida appare in Batman: Assault on Arkham ed è costituita da Deadshot, Harley Quinn, Capitan Boomerang, Killer Frost, il Re Squalo, il Ragno Nero e KGBeast, mentre Amanda Waller monitora la squadra e li controlla con delle bombe impiantate nei loro cervelli. Dopo che Waller uccide KGBeast per aver tentato di scappare, assegna alla squadra il compito di infiltrarsi nell'Arkham Asylum per uccidere l'Enigmista, il quale si scopre essere un membro precedente della squadra che aveva scoperto come disinnescare le bombe. Dopo alcuni scontri con Batman e il Joker, i membri della squadra disertano e disattivano le bombe con l'elettroshock: il Re Squalo tuttavia muore avendo una pelle troppo spessa per permettere all'elettricità di arrivare alla bomba, mentre Ragno Nero muore in quanto sostituito in precedenza da Batman. Nella rivolta carceraria che segue Killer Frost viene uccisa da Bane, Capitan Boomerang e Harley Quinn vengono catturati da Batman e Deadshot riesce a fuggire dopo uno scontro con Joker, ricongiungendosi con la figlia Zoe e preparandosi ad uccidere Waller.
- La Squadra Suicida appare nei film ambientati nel DC Animated Movie Universe (DCAMU):
  - Il gruppo appare la prima volta in Suicide Squad - Un inferno da scontare (2018), costituito da Deadshot, Harley Quinn, Capitan Boomerang, Copperhead, Bronze Tiger e Killer Frost ed è incaricato di recuperare per la morente Amanda Waller una carta in grado di far accedere le persone direttamente in paradiso una volta morte, scontrandosi con Anti-Flash e Vandal Savage. Nel corso della missione la sadica Killer Frost tradisce il gruppo, venendo uccisa da Waller con l'attivazione della bomba di Copperhead che uccide anche quest'ultimo: Bronze Tiger invece viene ripetutamente pugnalato da Anti-Flash, sacrificatosi per permettere a Deadshot di uccidere il velocista. Finita la missione i tre superstiti vengono rimessi in libertà per aver scontato le loro pene, ma Deadshot ha segretamente usato la carta per mandare l'amico Bronze Tiger in paradiso, prendendosi una vendetta su Waller.[1]
  - In Justice League Dark: Apokolips War (2020), con la morte di Waller il gruppo è guidato da Harley Quinn e composto da Deadshot, Capitan Boomerang, il Re Squalo, Bane e Black Manta. Con l'eccezione di Deadshot (lasciato indietro perché padre di famiglia), la squadra anticipa la Justice League nell'assalto ad Apokolips e si sacrifica insieme a Lex Luthor e Lois Lane per distruggere la torre in cui vengono prodotti alcuni Parademoni potenziati col DNA di Doomsday.

#### DC Extended Universe

La Squadra Suicida composta da King Shark, Ratcatcher II, Rick Flag, Bloodsport, Harley Quinn, Peacemaker, Thinker, Polka-Dot Man e l'autista Milton in The Suicide Squad - Missione suicida (2021)

La Squadra Suicida appare nei film ambientati nel DC Extended Universe (DCEU):
- In Suicide Squad (2016), Amanda Waller recluta Rick Flag, Katana, Deadshot, Harley Quinn, Captain Boomerang, El Diablo, Killer Croc e Slipknot per salvare il mondo dall'Incantatrice.
- In The Suicide Squad - Missione suicida (2021), Waller recluta Flag, Quinn, Boomerang, Savant, Blackguard, T.D.K. (The Detachable Kid), Javelin, Mongal e Weasel per servire da distrazione mentre Bloodsport, Peacemaker, King Shark, Polka-Dot Man e Ratcatcher 2 affrontrano il Thinker e Starro.

### Videogiochi
- Nel febbraio 2012, il capo dell'ufficio creativo della DC Comics Geoff Johns ha dichiarato che un videogioco sulla Squadra Suicida era in fase di sviluppo.[2] Inoltre, alla fine dei videogiochi Batman: Arkham Origins e Batman: Arkham Origins Blackgate, Amanda Waller propone a Deathstroke, Deadshot, Rick Flag Jr. e Bronze Tiger di unirsi alla Squadra Suicida; il tutto potrebbe collegarsi al videogioco sulla squadra confermato da Johns. Nel dicembre 2016 il noto blog Kotaku riporta la notizia che il team incaricato allo sviluppo, ovvero la Warner Bros. Games Montréal avrebbe cancellato il videogioco a causa del travagliato sviluppo dello stesso e del cattivo riscontro da parte dei piani alti dell'azienda. Il team, infatti, si starebbe concentrando sul suo altro progetto DC Comics, ovvero un nuovo videogioco su Batman con Damian Wayne nei panni del nuovo Cavaliere Oscuro.[3]